# Вольтаджо
Вольтаджо (итал. Voltaggio) — коммуна в Италии, располагается в регионе Пьемонт, в провинции Алессандрия.
Население составляет 761 человек (2008 г.), плотность населения составляет 15 чел./км². Занимает площадь 51 км². Почтовый индекс — 15060. Телефонный код — 010.
Покровителем населённого пункта считается святой Джованни Баттиста де Росси.

## Демография
Динамика населения:

## Администрация коммуны
- Официальный сайт: